# Europese PGA Tour 1991
De Europese PGA Tour 1991 was het 20ste seizoen van de Europese PGA Tour.
De Tour bestond in 1991 uit 35 toernooien, inclusief twee nieuwe toernooien: het Girona Open, dat eenmalig gespeeld werd, en de Scandinavian Masters die in 2013 de Norda Masters heet en voor de 23ste keer werd gespeeld.
De kwalificatie tot de Tour werd iets gewijzigd. Via de Tourschool werden 40 plaatsen ter beschikking gesteld (voorheen 50), maar via de Europese Challenge Tour konden de top-10 spelers automatisch promoveren (voorheen 5).

## Winnaars
| Data  | Data  | Toernooi                             | Baan                                                  | Winnaar             | Score | Score | Prijzengeld |
| ----- | ----- | ------------------------------------ | ----------------------------------------------------- | ------------------- | ----- | ----- | ----------- |
| 21-02 | 24-02 | Girona Open                          | Club Golf de Pals, Girona, Spanje                     | Steven Richardson   | 272   | -16   | € 356.006   |
| 28-02 | 03-03 | Fujitsu Mediterranean Open           | Golf de l'Estérel, Saint Raphael, Frankrijk           | Ian Woosnam         | 279   | -5    | € 564.998   |
| 07-03 | 10-03 | Open de Baleares                     | Santa Ponsa I, Mallorca, Spanje                       | Gavan Levenson      | 282   | -6    | € 387.290   |
| 14-03 | 17-03 | Open Catalonia                       | Club de Golf Bonmont, Tarragona, Spanje               | José María Olazabal | 271   | -17   | € 421,882   |
| 21-03 | 24-03 | Portuguese Open                      | Estela GC,Porto, Portugal                             | Steven Richardson   | 283   | -5    | € 385.000   |
| 28-03 | 31-03 | Volvo Open di Firenze                | Ugolino GC, Florence, Italië                          | Anders Forsbrand    | 274   | -14   | € 285.474   |
| 11-04 | 14-04 | Jersey European Airways Open         | La Moye GC                                            | Sam Torrance        | 279   | -9    | € 282.772   |
| 11-04 | 14-04 | Masters Tournament                   | Augusta                                               | Ian Woosnam         | =     | =     |             |
| 18-04 | 21-04 | Benson and Hedges International Open | St. Mellion G&CC. Engeland                            | Bernhard Langer     | 286   | -2    | € 567.459   |
| 25-04 | 28-04 | Madrid Open                          | Puerto de Hierro                                      | Andrew Sherborne    | 272   | -16   | € 386.151   |
| 02-05 | 05-05 | Credit Lyonnais Cannes Open          | Golf de Cannes Mougins, Frankrijk                     | David Feherty       | 275   | -13   | € 498.635   |
| 09-05 | 12-05 | Peugeot Spanish Open                 | Club de Campo, Madrid, Spanje                         | Eduardo Romero      | 275   | -13   | € 498.635   |
| 16-05 | 19-05 | Lancia Martini Italian Open          | GC Castelconturbia, Novara, Italië                    | Craig Parry         | 279   | -9    | € 460.957   |
| 24-05 | 27-05 | Volvo PGA Championship               | The Wentworth Club, Virginia Water, Surrey , Engeland | Seve Ballesteros    | 271   | -17   | € 701.050   |
| 30-05 | 02-06 | Dunhill British Masters              | Woburn Golf Club                                      | Seve Ballesteros    | 275   | -13   | € 638.404   |
| 06-06 | 09-06 | Murphy's Cup                         | Fulford Golf Club                                     | Tony Johnstone      | 40    | 0     | € 505.834   |
| 13-06 | 16-06 | Renault Belgian Open                 | Waterloo GC                                           | Per-Ulrik Johansson | 276   | -12   | € 352.223   |
| 13-06 | 16-06 | US Open                              | Hazeltine GC                                          | Payne Stewart       |       |       | =           |
| 20-06 | 23-06 | Carroll's Irish Open                 | Killarney Golf & Fishing Club                         | Nick Faldo          | 283   | -5    | € 518.938   |
| 27-06 | 30-06 | Peugeot Open de France               | Le Golf National                                      | Eduardo Romero      | 281   | -7    | € 564.998   |
| 03-07 | 06-07 | Torras Monte Carlo Golf Open         | Mont Angel Golf Club                                  | Ian Woosnam         | 261   | -15   | € 566.435   |
| 10-07 | 13-07 | Bell's Scottish Open                 | Gleneagles                                            | Craig Parry         | 268   | -12   | € 702.097   |
| 18-07 | 21-07 | The 120th Open Golf Championship     | Royal Birkdale Golf Club                              | Ian Baker-Finch     | 272   | -8    | € 1.391.880 |
| 25-07 | 28-07 | Heineken Dutch Open                  | Noordwijkse Golfclub                                  | Payne Stewart       | 267   | -21   | € 703.142   |
| 01-08 | 04-08 | Scandinavian Masters                 | Drottningholms GK, Stockholm                          | Colin Montgomerie   | 270   | -18   | € 854.935   |
| 08-08 | 11-08 | European Pro-Celebrity               | Royal Liverpool Golf Club                             | Paul Broadhurst     | 272   | -16   | € 353.318   |
| 12-08 | 15-08 | US PGA CHAMPIONSHIP                  | Croocked Stick CC                                     | John Daly           | =     | =     |             |
| 15-08 | 18-08 | NM English Open                      | The Belfry                                            | David Gilford       | 278   | -10   | € 640.241   |
| 22-08 | 25-08 | Volvo German Open                    | Hubblelrath Golf Club                                 | Mark McNulty        | 273   | -15   | € 743.736   |
| 29-08 | 01-09 | GA European Open                     | Walton Heath Golf Club                                | Mike Harwood        | 277   | -11   | € 706.258   |
| 05-09 | 08-09 | Canon European Masters Swiss Open    | Crans-sur-Sierre GC                                   | Jeff Hawkes         | 268   | -20   | € 632.625   |
| 12-09 | 15-09 | Trophée Lancôme                      | Golf de Saint-Nom-la-Bretèche                         | Frank Nobilo        | 267   | -13   | € 630.000   |
| 19-09 | 22-09 | Epson Grand Prix of Europe           | St. Pierre G&CC, Wales                                | José María Olazabal | 265   | -19   | € 630.000   |
| 26-09 | 29-09 | Mitsubishi Austrian Open             | Gut Altentann G&CC, Salzburg                          | Mark Davis          | 269   | -19   | € 352.223   |
| 03-10 | 06-10 | Mercedes German Masters              | Stuttgarter Golf Club Solitude                        | Bernhard Langer     | 275   | -13   | € 702.097   |
| 10-10 | 13-10 | BMW International Open               | Golfclub München Eichenried                           | Sandy Lyle          | 268   | -20   | € 560.000   |
| 17-10 | 20-10 | Toyota World Match Play              | The Wentworth Club                                    | Seve Ballesteros    | =     | =     | € 700.000   |
| 24-10 | 27-10 | Volvo Masters                        | Valderrama Golf Club                                  | Rodger Davis        | 280   | -4    | € 840.000   |

## Order of Merit 1991
Het prijzengeld werd in 1991 in Engelse ponden weergegeven.
| Rang | Speler              | Prijzengeld |
| ---- | ------------------- | ----------- |
| 1    | Seve Ballesteros    | 545.354     |
| 2    | Steven Richardson   | 393.155     |
| 3    | Bernhard Langer     | 372.703     |
| 4    | Colin Montgomerie   | 343.576     |
| 5    | Craig Parry         | 328.116     |
| 6    | Rodger Davis        | 317.442     |
| 7    | José María Olazabal | 302.270     |
| 8    | Ian Woosnam         | 257.434     |
| 9    | David Gilford       | 249.241     |
| 10   | Nick Faldo          | 245.892     |

1972 ·
1973 ·
1974 ·
1975 ·
1976 ·
1977 ·
1978 ·
1979 ·
1980 ·
1981 ·
1982 ·
1983 ·
1984 ·
1985 ·
1986 ·
1987 ·
1988 ·
1989 ·
1990 ·
1991 ·
1992 ·
1993 ·
1994 ·
1995 ·
1996 ·
1997 ·
1998 ·
1999 ·
2000 ·
2001 ·
2002 ·
2003 ·
2004 ·
2005 ·
2006 ·
2007 ·
2008 ·
2009 ·
2010 ·
2011 ·
2012 ·
2013 ·
2014 ·
2015 ·
2016